# Парегменон
Парегменон (grč. παρηγμένον — извођење) је стилска фигура којом се означава употреба две или више речи које имају исти корен у истој реченици, стиху или одељку.
Настаје додавањем или одузимањем префикса или суфикса на корен речи који се понавља. Може се дефинисати као "реализација двају или више паронима у истоме исказу". Зове се још и деривација. Његов латински назив је derivаtio.
Припада фигурама дикције.

## Употреба
Парегменон скреће пажњу на речи истог корена и њиховим сличним звучањем наглашава лексичко стабло и главни појам. Сличим звучањем он истиче различитост, која понекад прераста у антитетичост редуплицираних појмова зог чега може да послужи атитези или парадоксу (нпр. у паровима супротних речи: успело / неуспело, отворено / затворено). С друге стране, ако само истиче семантичку породицу, тј. речи које су изведене из истог корена, постаје емфаза (нпр. "У збиркама песама често узалуд тражиш песника."). Користио се редовно у усменој поезији, где је осим стилу служио и лакшем памћењу стихова. Заступљен је у Библији. Веома често се употребљава у брзалицама, а неретко се и афоризми и пословице служе овом фигуром.

## Примери

### У народним умотворинама
| „                          | И сунце пролази кроз каљава места али се не окаља. Већа глава, више главобоље. Лажа мисли да сви људи лажу. Од немања тврђег града нема. Ђе је срећа, ту је и несрећа. Почни! Започето је пола дела. | ” |
| — српске народне пословице | |   |

| „                         | Павте и под павтама потпавтак и под потпавтком потпавтак. Јаребирала се тица јаребица на јареби гувну. Јадна, па се јаребирала на јареби гувну! Ја пасах покрај злокотлокрпове куће, ђе злокотлокрп котле крпи, а злокотлокрповица ручак кува; око њих триста и троје злокотлокрпчади. Пекар пече пите у пећи. | ” |
| — српске народне брзалице | |   |

=== У поезији === 
| „                                                | Цвилу то ми цвиљаше дробна птица ластовица, она мала птица; цвилу то ми цвиљаше дробна птица ластовица, она цвилу цвиљаше Задру граду на придвратју она мала птица. | ” |
| — Мајка Маргарита, бугарштица из Задра, XVII век | |   |

| „                            | Желим вам да вас не боли оно што вас је болело, а да вас воли оно што вас није волело. | ” |
| — Први јануар, Душко Радовић |                                                                                        |   |

### У афоризмима
| „               | Луд је само онај чија се лудост не поклапа са лудошћу већине. | ” |
| — Семјуел Бекет |                                                               |   |

| „               | Ко уме да се радује, има чему да се радује. Радост је привилегија оних који скромно мисле о себи, а лепо о животу. | ” |
| — Душко Радовић | |   |

| „                   | Звоно је било велико и добро. Само звоник није издржао. | ” |
| — Милован Витезовић |                                                         |   |

| „                        | Демократија је кад ниси затворен зато што си био отворен. | ” |
| — Владимир Булатовић Виб |                                                           |   |

| „                        | Можда има и чистих рачуна, али су обрачуни, углавном, прљави. | ” |
| — Владимир Булатовић Виб |                                                               |   |

## Сличне стилске фигуре
- Анаграм
- Антанаклаза
- Антиметабола
- Емфаза
- Етимолошка фигура
- Каламбур
- Парономазија
- Полиптотон
- Хомеоарктон
- Хомеоптотон
- Хомеотелеутон